# Calosso
Calosso là một đô thị ở tỉnh Asti, vùng Piedmont thuộc Ý, nằm ở vị trí cách khoảng 60 km về phía đông nam của Torino và khoảng 20 km về phía nam của Asti ở vùng đồi giữa sông Tanaro và Belbo và ở khu vực giáp ranh giữa Monferrato và Langa. Tại thời điểm ngày 31 tháng 12 năm 2004, đô thị này có dân số 1.298 người và diện tích là 15,7 km².
Calosso giáp các đô thị: Agliano Terme, Canelli, Castiglione Tinella, Costigliole d'Asti, Moasca và Santo Stefano Belbo.